# Jacob Heremans
Jacques François Jean (eller Jacob Frans Johan) Heremans, född den 28 januari 1825 i Antwerpen, död den 13 mars 1884 i Gent, var en belgisk filolog.
Heremans blev 1845 lärare i lågtyska vid Athenæum i Gent, där han, tillsammans med Snellaert och andra, 1846 stiftade sällskapet Vlaemsch genootschap. År 1854 började han vid Gents universitet föreläsa flamländska språket och utnämndes 1864 till professor. Heremans åstadkom 1864 införandet av det nederländska stavsättet och uppsatte 1874 den betydande flamländska tidskriften Nederlandsch museum. Bland hans arbeten märks Nederlandsche dichterhalle (1858–1864), Over den invloed van Noord-Nederland op de letterkunde in de zuidelijke provinciën gedurende het tijdperk 1815–1830 (1874), Hoffmann von Fallersleben en de nederlandsche letterkunde (samma år), Nederlandsche spraakleer (1846; 12 upplagor), Nederlandsche metriek (1862 och 1874), Fransch-nederlandsch en nederlandsch-fransch woordenbook (1867–1869) samt biografier över Karel Lodewijk Ledeganck (1847), Jan Theodoor van Rijswijck (1850) och Jan Baptist David (1868).